# Městské jatky (Slaný)
Městské jatky se nacházely ve Slaném, na jihovýchodním okraji města, na Pražském předměstí (v blízkosti dnešního plochodrážního stadionu). 
Městské jatky nahradily původní masné krámy na hlavním náměstí ve Slaném a různé menší jatky, které se nacházely po celém městě (např. ve Vodárenské ulici). Budovány byly v závěru 90. let 19. století a zprovozněny v roce 1897. Při pokládání základů objektu byla nalezena celá řada historických artefaktů významných pro historii regionu.  Všichni řezníci získali po zprovoznění jatek povinnost porážet dobytek v těchto jediných centrálních jatkách pro město Slaný. Tato skutečnost vedla k sporům mezi jednotlivými řezníky a správou objektu. Součástí objektů byla rovněž i zdravotní služba. 
Objekt v současné době existuje, nicméně již neslouží svému účelu a je součástí průmyslové zóny v jihovýchodní části Slaného.